# Xã Wallace, Quận Little River, Arkansas
Xã Wallace (tiếng Anh: Wallace Township) là một xã thuộc quận Little River, tiểu bang Arkansas, Hoa Kỳ. Năm 2010, dân số của xã này là 492 người.